# 涿鹿県
涿鹿県（たくろく-けん）は中華人民共和国河北省張家口市に位置する県。

## 歴史
前漢により涿鹿県・下落県が設置された。南北朝時代、北魏により下落県は広寧県と改称された。北斉により涿鹿県・広寧県は廃止された。唐により永興県・礬山県が設置された。1265年（至元2年）、元により礬山県は廃止された。1368年（洪武元年）、明により永興県は廃止された。1415年（永楽13年）、保安州が設置された。1912年（民国元年）、中華民国により州制が廃止されると保安県と改められ、1916年（民国5年）に涿鹿県と改称された。

## 行政区画
- 鎮：涿鹿鎮、張家堡鎮、武家溝鎮、五堡鎮、保岱鎮、礬山鎮、大堡鎮、東小荘鎮、輝耀鎮、温泉屯鎮、臥仏寺鎮
- 郷：欒荘郷、黒山寺郷
- 県轄区：趙家蓬区
  - 鎮：河東鎮、蟒石口鎮、大河南鎮
  - 郷：謝家堡郷